# The Code of Marcia Gray
Pour plus de détails, voir Fiche technique et Distribution.
The Code of Marcia Gray est un film muet américain réalisé par Frank Lloyd et sorti en 1916.

## Fiche technique
- Titre : The Code of Marcia Gray
- Réalisation : Frank Lloyd
- Scénario : Elliott J. Clawson, Frank Lloyd
- Chef opérateur : James Van Trees
- Production : Oliver Morosco Photoplay Company
- Distribution : Paramount Pictures
- Genre : Film dramatique
- Durée : 50 minutes
- Dates de sortie :
  -  États-Unis : 16 mars 1916

## Distribution
- Constance Collier : Marcia Gray
- Harry De Vere : Harry Gray
- Forrest Stanley
- Frank A. Bonn : James Romaine
- Howard Davies : Ed Crane
- Helen Jerome Eddy : la fille de Crane
- Herbert Standing : le banquier Agnew